# Greer Garsonová
Eileen Evelyn Greer Garsonová (29. září 1904 – 6. dubna 1996) byla americká herečka britského původu, jedna z největších hollywoodských hvězd 40. let.

## Život

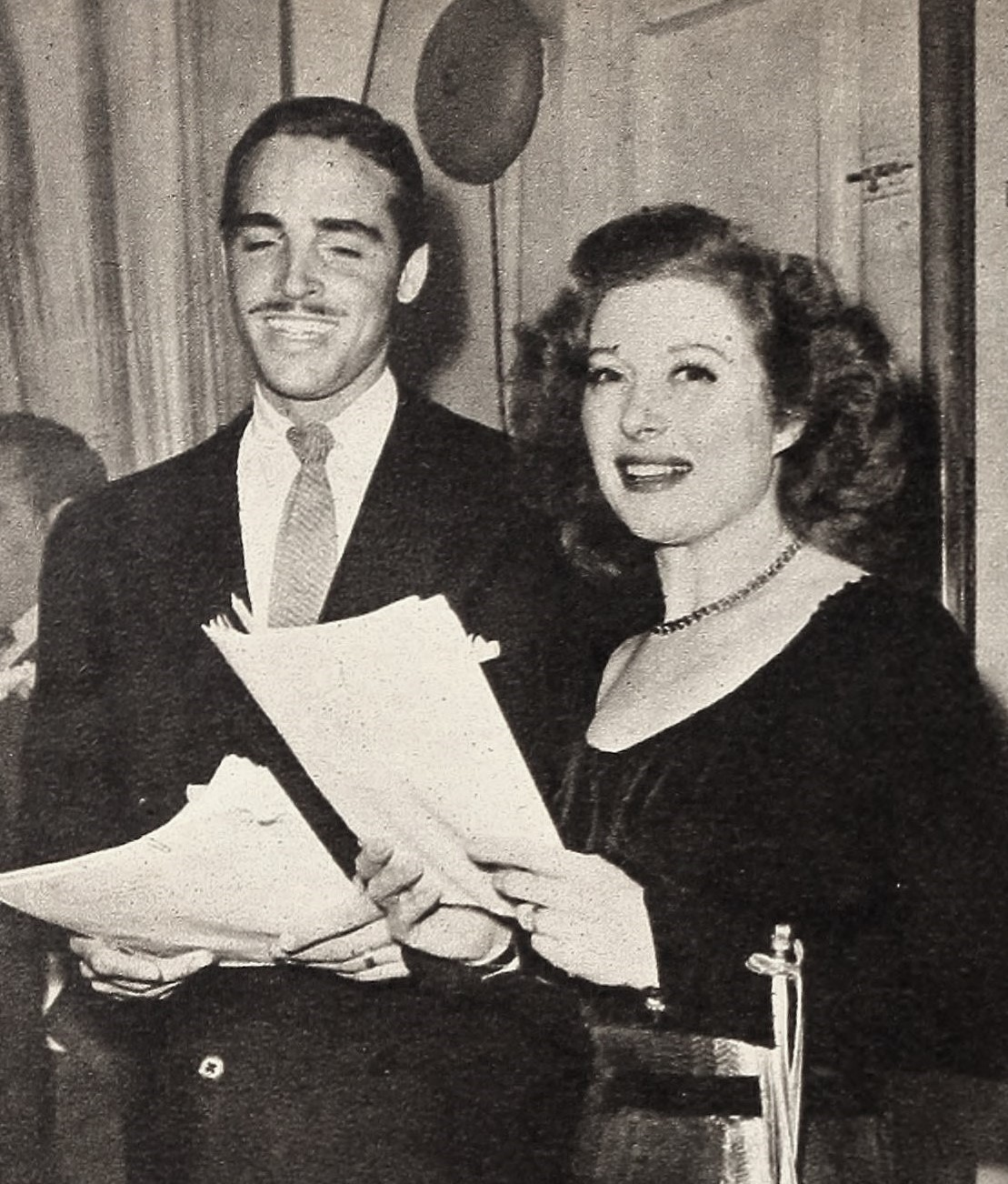
Greer Garsonová se svým druhým manželem Richardem Neyem (1946)

### Mládí a začátek kariéry
Narodila se 29. září 1904 jako jediné dítě úředníka George Garsona a Nancy Sophie Garsonové (rodným jménem Greerová). Její otec byl původem Skot a její matka pocházela z Irska. Ve dvou letech jí zemřel otec a matka ji brzy nedokázala uživit. Kvůli bronchitidě také musela na doporučení lékařů v zimě zůstávat doma a nemohla se proto ani stýkat s vrstevníky. Již v dětství proto hodně četla klasickou anglickou literaturu, a dokonce se učila nazpaměť i básně a divadelní hry.
Vzdělání se jí dostalo na dvou londýnských univerzitách (na King's College London a Londýnské univerzitě) i na francouzské Université Grenoble-Alpes, kde promovala mj. i z literatury 18. století. Původně se na přání matky chtěla stát učitelkou, ale při práci v reklamní agentuře přišla do styku s divadelním i televizním herectvím, kterému se následně začala více věnovat.
Během 30. let se objevila v několika divadelních hrách, ale kvůli častým zdravotním problémům byla nucena brzy ukončit smlouvu. Dne 28. září 1933 se také provdala za britského státního úředníka Edwarda Aleca Abbota Snelsona, se kterým se však brzy rozešla, ale manželé zůstali až do roku 1943. Za své další herecké výkony však nebyla kritiky moc chválena, protože působila příliš nesměle a zdrženlivě.
V roce 1937 ji ale objevil hledač talentů a filmový magnát Louis B. Mayer a hned následujícího dne s ním podepsala smlouvu.

### Hollywood
Jejím debutovým filmem pro studio Metro-Goldwyn-Mayer (MGM) se stalo v roce 1939 romantické drama Sbohem, pane Chips, za které byla rovnou nominována na Oscara, ale cenu si toho roku odnesla Vivien Leighová. O rok později se jí za snímek Pýcha a předsudek dostalo dalšího uznání, ale reputaci si poté poměrně zkazila komedií When Ladies Meet (1941). Ještě téhož roku si však zahrála v kasovním trháku Pošlapané květy (1941), který zahájil její pětici po sobě jdoucích nominací na Oscara, čímž vyrovnala rekord Bette Davisové z let 1938–1942 (platný dodnes). Mezi další čtyři snímky, za které získala nominaci se řadí: Paní Miniverová (1942), Madame Curie (1943), Mrs. Parkington (1944) a The Valley of Decision (1945).
Během 40. let se ve filmech objevovala často po boku Waltera Pidgeona a několikrát hrála i partnerku Clarka Gablea. Hvězdnou kariéru jí však během natáčení dramatu Desire Me (1947) přerušilo vážné zranění zad.

### Závěr kariéry
Koncem 40. let jí kariéra začala stejně pomalu upadat, ale vysoko se v showbyznysu udržela až do poloviny 50. let. V roce 1951 také získala americké občanství. O tři roky později jí však vypršela smlouva s MGM a od té doby už natočila jen pár filmů. Svou sedmou a poslední nominaci získala za dramatický snímek Sunrise at Campobello (1960). Během 60. let už jen párkrát hostovala v několika televizních pořadech a její posledním hereckým počinem se stala jedna epizoda televizního seriálu The Love Boat (1982).

### Osobní život
Greer Garsonová se vdala celkem třikrát. jejím prvním manželem se stal 28. září 1933 Edward Alec Abbot Snelson, se kterým se však brzy po líbánkách rozešla a po 10 letech se rozvedli. Jejím druhým manželem se stal 24. července 1943 herec Richardem Neyem, který byl však o 12 let mladší, a proto na sebe poutali poměrně hodně pozornosti. Ani její druhé manželství však nebylo šťastné a v roce 1947 skončilo také rozvodem. Její třetí manželství s milionářem a ropným magnátem Buddy Fogelsonem už dopadlo podstatně lépe. Vzali se v roce 1949 a od roku 1967 spolu začali žít na ranči v Novém Mexiku, kde chovali koně.
Greer Garsonová byla také republikánkou a presbyteriánkou.
Zemřela na srdeční selhání 6. dubna 1996. Bylo jí 91 let.

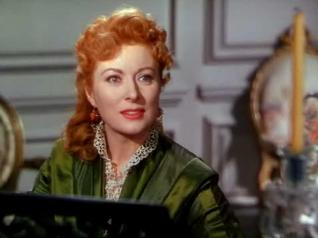
Greer Garsonová ve filmu That Forsyte Woman (1949)

## Filmografie (výběr)
- 1939 Sbohem, pane Chips (režie Sam Wood a Sidney Franklin)
- 1940 Pýcha a předsudek (režie Robert Z. Leonard)
- 1941 Pošlapané květy (režie Mervyn LeRoy)
- 1942 Paní Miniverová (režie William Wyler)
- 1942 V zajetí minulosti (režie Mervyn LeRoy)
- 1943 Madame Curie (režie Mervyn LeRoy)
- 1944 Mrs. Parkington (režie Tay Garnett)
- 1945 The Valley of Decision (režie Tay Garnett)
- 1945 Dobrodružství (režie Victor Fleming)
- 1947 Desire Me (režie Victor Saville, Jack Conway, Mervyn LeRoy a George Cukor)
- 1948 Julia Misbehaves (režie Jack Conway)
- 1949 That Forsyte Woman (režie Compton Bennett)
- 1950 The Miniver Story (režie H.C. Potter)
- 1951 The Law and the Lady (režie Edwin H. Knopf)
- 1953 Scandal at Scourie (režie Jean Negulesco)
- 1954 Her Twelve Men (režie Robert Z. Leonard)
- 1955 Doktorka ze Santa Fé (režie Mervyn LeRoy)
- 1960 Sunrise at Campobello (režie Vincent J. Donehue)